# 紀元前555年
紀元前555年（きげんぜん555ねん）は、西暦（ローマ暦）による年。紀元前1世紀の共和政ローマ末期以降の古代ローマにおいては、ローマ建国紀元199年として知られていた。紀年法として西暦（キリスト紀元）がヨーロッパで広く普及した中世時代初期以降、この年は紀元前555年と表記されるのが一般的となった。

## 他の紀年法
- 干支 : 丙午
- 日本
  - 皇紀106年
  - 綏靖天皇27年
- 中国
  - 周 - 霊王17年
  - 魯 - 襄公18年
  - 斉 - 霊公27年
  - 晋 - 平公3年
  - 秦 - 景公22年
  - 楚 - 康王5年
  - 宋 - 平公21年
  - 衛 - 殤公4年
  - 陳 - 哀公14年
  - 蔡 - 景侯37年
  - 曹 - 成公23年
  - 鄭 - 簡公11年
  - 燕 - 武公19年
  - 呉 - 諸樊6年
- 朝鮮
  - 檀紀1779年
- ユダヤ暦 : 3206年 - 3207年

## できごと

### 中国
- 曹の訴えを受けて、晋が衛の石買を長子で、孫蒯を純留で捕らえた。
- 斉軍が魯の北辺を攻撃した。
- 晋の平公・魯の襄公・宋の平公・衛の殤公・鄭の簡公・曹の成公らが魯済で会合し、ともに斉に侵攻した。晋の荀偃・士匄が中軍を率いて京茲を落とし、魏絳・欒盈が下軍を率いて邿を陥落させた。趙武・韓起は上軍を率いて廬を包囲したが、落とせなかった。晋を中心とした諸侯の軍は臨淄の外郭に放火し、東は濰水まで、南は沂水まで浸入した。
- 楚の子庚（公子午）が軍を率いて鄭を攻撃した。

## 死去
- 成公 - 曹の君主